# 악 (소부)
악(惡, ? ~ ?)은 전한 후기의 관료이다. ‘악’은 이름자로, 성씨는 알 수 없다.

## 행적
본시 3년(기원전 71년), 소부에 임명되었다.

## 출전
- 반고, 《한서》 권19하 백관공경표(百官公卿表) 下

| 전임 후창 | 전한의 소부 기원전 71년 ~ 기원전 70년? | 후임 송기 |